# Aljaksandr Dschyhera
Aljaksandr Dschyhera (belarussisch Аляксандар Джыгера, * 15. April 1996 in Minsk) ist ein belarussischer Fußballspieler. Seit 2014 spielt er für BATE Baryssau in der ersten belarussischen Liga.

## Karriere
Dschyhera begann seine Karriere bei BATE Baryssau, für die er im Juni 2015 in der Wyschejschaja Liha debütierte. Im Sommer 2015 wurde er bis Saisonende in seine Heimatstadt an den Zweitligisten Sorka-BDU Minsk verliehen.